# HMS Otranto
Le HMS Otranto est un croiseur auxiliaire britannique qui a opéré au sein de la Royal Navy pendant la Première Guerre mondiale. Servant à l'origine comme navire à passagers sous le nom de SS Otranto, il est construit en 1909 par le chantier naval Workman Clark à Belfast pour la compagnie maritime Orient Steam Navigation Company.

## Navire à passagers
Il faut deux tentatives, le 23 mars tout d'abord, puis le 27 mars 1909, pour lancer l’Otranto. Il est ensuite livré à ses propriétaires le 30 juin 1909. Même s'il est normalement destiné au trajet Londres-Australie en tant que navire à passagers et transporteur de courrier, il passe l'été 1909 à effectuer des croisières dans les eaux d'Europe du Nord. Le 1er octobre 1909, l’Otranto quitte Londres pour son voyage inaugural en Australie, avant d'être présent à la revue navale pour le couronnement du roi George V le 26 juin 1911.

## Croiseur auxiliaire
Trois ans plus tard, la Grande-Bretagne déclare la guerre à l'Allemagne en août 1914. L’Otranto est réquisitionné par l'Amirauté et converti en croiseur auxiliaire, avec un armement de six canons de 120 mm. Il est ensuite envoyé en Atlantique Sud pour rejoindre l'escadre du contre-amiral Sir Christopher Cradock. Cette escadre est détachée dans le sud-est de l'océan Pacifique pour intercepter l'escadre allemande d'Extrême-Orient sous les ordres du vice-amiral Maximilian von Spee, qui tente de rejoindre l'Allemagne à la suite de la prise par les Japonais et les Britanniques de la base navale de Tsingtao en Chine. C'est l’Otranto qui repère l'escadre allemande le 1er novembre 1914 au large de la côte chilienne. La bataille de Coronel qui s'ensuit entre les flottes britannique et allemande s'achève sur une nette victoire de cette dernière, mais l’Otranto réussit toutefois à s'échapper avec le croiseur léger HMS Glasgow,.
Après la bataille, l’Otranto gagne les îles Falkland où il fait office de bâtiment de garde, mais il revient au Royaume-Uni en mars 1915 après que son équipage issu de la marine marchande ait menacé de se mutiner. En mai 1915, l’Otranto patrouille dans l'Atlantique ainsi que dans le Pacifique sur les côtes d'Amérique du Sud. Au cours de cette période, il effectue quatre refontes : à Sydney en Australie au mois de février 1916 ; à Esquimalt au Canada en octobre 1916, puis de nouveau à Esquimalt en octobre 1917 et enfin à Sydney en avril 1918. L’Otranto regagne ensuite la Grande-Bretagne. En juin 1918, il est employé pour transporter les doughboys américains sur le front occidental en Europe.

## Naufrage
C'est au cours d'une de ces traversées, le 6 octobre 1918, qu'il entre en collision avec le HMS Kashmir, un autre paquebot destiné au transport de troupes, en raison de la mauvaise visibilité dans les mers agitées entre la côte Nord-Est de l'Irlande et les îles occidentales de l’Écosse. L’Otranto est perforé sur le côté bâbord à l'avant et, dans la forte houle, commence à gîter. Le navire frappe alors des récifs. Assailli par les puissantes vagues qui martèlent sans cesse le bateau contre les rochers, l’Otranto se brise et coule avec 431 hommes à son bord (351 soldats américains et 80 membres d'équipage britanniques). Un certain nombre d'Américains et de membres d'équipage sont sauvés par un escorteur de convoi, le HMS Mounsey, et emmenés à Belfast, en Irlande. Beaucoup de survivants y sont hospitalisés en attente de leur transfert vers l'Angleterre. Il est probable qu'aucun des survivants n'a pu combattre pendant la guerre, qui se termine le 11 novembre 1918. Beaucoup d'entre les morts sont enterrés dans le cimetière de la ville de Belfast, dont ils sont exhumés pour être rapatriés aux États-Unis en 1920.